# Nagesh Kukunoor
Nagesh Kukunoor (hindi: नागेश कुकुनूर; ur. 30 marca 1967 w Hajdarabadzie) – indyjski reżyser, scenarzysta, producent i aktor. Tworzy filmy nietypowe dla Bollywoodu. Używa w filmach Hinglish. Urodzony i wychowany w Hajdarabadzie (Uttar Pradesh, Indie). Mając 21 lat w 1988 roku wyjechał do USA, do Atlanty. Studiował tam w Georgia Institute of Technology. Po 9 latach studiów i pracy w Ameryce w 1997 roku wrócił do Indii zdecydowany spełnić swoje marzenie- tworzyć filmy. Rok spędził w Mumbaju poznając tam produkcję filmów i dojrzewając do decyzji tworzenia filmów we własnym odrębnym stylu. Nagrodzony za scenariusz 3 Deewarein, nominowany do nagród za reżyserię Iqbal i 3 Deewarein i za grę aktorską w Hyderabad Blues 2. 

## Filmografia

### Reżyser
- Hyderabad Blues (1998)
- Rockford (1999)
- Bollywood Calling (2001)
- 3 Deewarein (2003)
- Hyderabad Blues 2: Rearranged Marriage (2004)
- Iqbal (2005)
- Dor (2006)
- Bombay To Bangkok (2008)
- Aashayein (2008)
- Eight by Ten (2008)

### Aktor
1. Dor (2006) – Chopra
2. Hyderabad Blues 2 (2004) – Varun
3. 3 Deewarein (3 Walls) (2003) – Naagya
4. Bollywood Calling (2001) – Gullu
5. Rockford (1999) – Johnny Matthews (PT Instructor)
6. Hyderabad Blues (1998) – Varun Naidu
7. Mobius (1997) – Dark Avenger

### Scenarzysta
1. Eight by Ten (2008)
2. Bombay to Bangkok (2008)
3. Dor (2006)
4. Iqbal (2005)
5. Hyderabad Blues 2 (2004)
6. 3 Deewarein (3 Walls) (2003)
7. Hyderabad Blues (1998)

### Producent
1. Hyderabad Blues 2 (2004)
2. Rockford (1999)
3. Hyderabad Blues (1998)

## Plany na przyszłość
- Aashayein (z John Abrahamem)
- Bemisal